# Tellin
Tellin (in vallone Telin) è un comune belga di 2 386 abitanti, situato nella provincia vallona del Lussemburgo.